# Kryształ (film 1971)
Kryształ – polska nowela filmowa z 1971 roku w reż. Juliana Dziedziny.

## Opis fabuły
Aleksander Walenciak to przedsiębiorczy i cyniczny ojciec młodego abiturienta Kazika. Jego syn – dość zdolny i inteligentny człowiek ma wszelkie podstawy ku temu, aby zdać maturę samodzielnie. Jednak jego „doświadczony życiowo” ojciec wie lepiej co należy zrobić aby zapewnić sukces ukochanemu synowi. Fakt zamieszkiwania na tym samym osiedlu z nauczycielem szkoły średniej (który nota bene nawet nie jest nauczycielem Kazika) – profesorem Borczykiem, daje w przekonaniu Walenciaka doskonałą okazję do zapewniania synowi pomyślnego wyniku egzaminu za pomocą tzw. „bodźców materialnych”. Podczas pierwszej, nadarzającej się okazji (przygodnemu spotkaniu na chodniku) składa Borczykowi niedwuznaczną propozycję – protekcja dla syna w zamian za umorzenie długu pokerowego, który onegdaj syn Borczyka nieopatrznie zaciągnął u Walenciaka podczas wycieczki szkolnej. Borczyk stanowczo odrzuca ofertę i po poważnej rozmowie z synem jest w gotów z własnej kieszeni spłacić jego dług. W tym samym czasie sprawa zaczyna się jednak mocno komplikować – Kazik dowiaduje się o niecnych działaniach ojca, których nie akceptuje i jest to powód poważnej awantury rodzinnej oraz bijatyki z synem Walenciaka (obaj trenują boks w tym samym klubie). W tym samym czasie syn Borczyka, dzięki dorywczym pracom, jest w stanie pokryć należności wobec Walenciaka, Kazik bez problemu i z bardzo dobrymi wynikami zdaje maturę. Wydawać by się mogło, że cała niezręczna sytuacja, uległa szczęśliwemu rozwiązaniu dla wszystkich stron. Jednak nie dla Aleksandra Walenciaka – jest on przekonany, że to właśnie jego „korupcyjne” działania przyniosły sukces synowi – przesyła Borczykowi, kryształowy wazon, który onegdaj bardzo spodobał się profesorowi podczas wizyty w jego mieszkaniu. Skonfundowany i rozzłoszczony profesor Borczyk czym prędzej odnosi Walenciakowi kryształ wraz z należną sumą karcianego długu swojego syna, zapewniając solennie obydwoje rodziców Kazika, że z sukcesem maturalnym ich syna nie miał nic wspólnego. Jednak ci wiedzą swoje...

## Obsada aktorska
- Ryszard Pietruski – Aleksander Walenciak, ojciec Kazika
- Krystyna Borowicz – Teresa Walenciak, matka Kazika
- Czesław Wołłejko – profesor Borczyk
- Marek Lewandowski – Kazik Walenciak, syn Walenciaka
- Maria Homerska – żona Borczyka
- Zbigniew Koczanowicz – dyrektor liceum
- Leszek Drogosz – trener

i inni. 